# Kings League
Kings League (tên chính thức từ tháng 12/2022 là Kings League InfoJobs vì lý do tài trợ) là một giải bóng đá 7 người tổ chức tại Barcelona do Gerard Piqué thành lập năm 2022, với sự hợp tác từ các nhân vật bóng đá và các streamer trực tuyến. Giải đấu có các quy tắc khác với quy định của bóng đá truyền thống với mục đích đem đến sự năng động và giải trí cho các trận đấu, chẳng hạn như loạt sút luân lưu tie-break, thay người không giới hạn và sử dụng các thủ thuật bí mật.

## Thể thức
Kings League được tổ chức theo thể thức kiểu Apertura và Clausura trong đó mỗi mùa giải được chia thành 2 chặng: chặng mùa đông và chặng mùa hè. Cả hai chặng đều có hệ thống vòng bảng và vòng loại trực tiếp riêng. Tại vòng bảng, 12 đội sẽ đá với nhau trong 11 ngày đấu và mỗi đội sẽ được đá với 11 đội còn lại 1 lần. 8 đội có thứ hạng cao nhất vòng bảng sẽ tiếp tục vào vòng loại trực tiếp. Trong đó, mỗi ngày đấu sẽ có 6 trận đấu 40 phút, mỗi hiệp 20 phút được tổ chức liên tiếp nhau trên cùng một sân.
Trong mùa đầu tiên, các cầu thủ sẽ đăng kí và được lựa chọn trong buổi xét duyệt vào ngày 27/12/2022. Cầu thủ tiềm năng sẽ được kiểm tra thể chất và kĩ năng trước khi chọn ra các cầu thủ triển vọng. Mỗi đội có thể có 12 cầu thủ trong danh sách: 10 được chọn trong buổi xét duyệt và số còn lại dành riêng cho cầu thủ khách mời. Những cầu thủ này được gọi là Cầu thủ số 11 và số 12, và thường là các nhân vật bóng đá hay streamer. Cầu thủ số 12 có thể được thay thế trong các ngày thi đấu khác nhau, tuy nhiên Cầu thủ số 11 sẽ thi đấu cùng đội trong cả mùa.

## Địa điểm tổ chức
Sân nhà của giải Kings League là nhà thi đấu Cupra, nằm tại khu vực Cảng Barcelona. Nhà thi đấu này nằm trong Khu vực Hoạt động Hậu cần (ZAL trong tiếng Tây Ban Nha) của Cảng. Vào ngày 20/1/2023, Chủ tịch Kings League Gerard Piqué và Chủ tịch FC Barcelona Joan Laporta thông báo rằng 4 trận thuộc vòng bán kết và chung kết của vòng loại chặng mùa đông sẽ được tổ chức tại sân Camp Nou, sân nhà của FC Barcelona, vào ngày 26/3/2023.

## Phát sóng
Các trận đấu của giải Kings League được phát sóng miễn phí bằng hình thức phát trực tuyến trên trang Twitch, YouTube và TikTok chính thức của giải, ngoài ra còn có các kênh độc lập khác của các trưởng đoàn.
Giải đấu đã thu hút lượng người xem trung bình là 450.000 trong vòng đầu tiên, với đỉnh điểm là 780.000 người xem. Trong vòng sau đó, lượng người xem tiếp tục tăng đáng kể: trong vòng thứ hai, lượng người xem trung bình là 558.200, với đỉnh điểm là 945.000 người xem; Đến vòng thứ 3, có trận đấu đã đạt 1,3 triệu lượt xem.
Vào ngày 13/3/2023, đài truyền hình công cộng Televisió de Catalunya thông báo sẽ phát sóng vòng loại chung kết của chặng mùa đông vào ngày 26/3 trên kênh chính TV3 của họ.
Vào ngày 3/5/2023, Gerard Piqué đã thông báo về bản hợp đồng với Mediaset España để phát sóng các trận đấu 8 giờ tối của Kings League và Queens League trên kênh Cuatro, bắt đầu từ trận mở màn của chặng mùa hè trong tuần đó.

## Đội tham gia
| Đội bóng          | Huấn luyện viên  | Chủ tịch đội bóng                         |
| ----------------- | ---------------- | ----------------------------------------- |
| 1K FC             | José Morales     | Iker Casillas                             |
| Aniquiladores FC  | Sergio Verdirame | Juan Guarnizo                             |
| El Barrio         | Juan Arroita     | Adri Contreras                            |
| Jijantes FC       | Pau Moral        | Gerard Romero                             |
| Kunisports        | Martín Posse     | Sergio Agüero                             |
| Los Troncos FC    | Èric Bartra      | Jaume Cremades (Perxitaa)                 |
| PIO FC            | Pol Coma         | Samantha Rivera (Rivers)                  |
| Porcinos FC       | Juvenal          | Ibai Llanos                               |
| Rayo de Barcelona | Efrén Guillén    | Martí Miràs (Spursito)                    |
| Saiyans FC        | Daniel Romo      | David Cánovas (TheGrefg)                  |
| Ultimate Móstoles | Álex Martínez    | Mario Alonso (DjMaRiiO)                   |
| xBuyer Team       | Víctor González  | Javier (xBuyer) and Eric Ruiz (MiniBuyer) |